# Swasey (cratère)
Swasey est un cratère lunaire situé à l'extrême Est de la face visible de la Lune au sud-ouest de la Mare Smythii. Le cratère Swasey est situé juste sur le côté sud du cratère Lebesgue, à l'Est du cratère Tucker et au sud-est du cratère Warner. Le contour du cratère Swasey est circulaire et pas érodé.  
En 1976, l'Union astronomique internationale a donné le nom de Swasey à ce cratère en l'honneur du philanthrope et astronome américain Ambrose Swasey (en).